# The Daily Telegraph
The Daily Telegraph je britský deník, který byl založen v červnu roku 1855. Od roku 1961 vychází jako nedělník sesterské noviny The Sunday Telegraph. Jejich společnou elektronickou mutací je Telegraph.co.uk.